# Xã Highland, Quận Jewell, Kansas
Xã Highland (tiếng Anh: Highland Township) là một xã thuộc quận Jewell, tiểu bang Kansas, Hoa Kỳ. Năm 2010, dân số của xã này là 39 người.